# Клімат України

Кліматична мапа України (1980—2016)

| Холодний степовий клімат (Bsk) Вологий субтропічний клімат (Cfa) Морський клімат (Cfb) Вологий континентальний клімат зі спекотним літом (Dfa) Вологий континентальний клімат із теплим літом (Dfb) Субарктичний клімат (Dfc) Клімат тундри (ET) |

Клі́мат Украї́ни — середній багаторічний режим погоди на території всієї держави. Один із природних ресурсів України. Клімат різноманітний і має суттєві відмінності в залежності від місцевості. Згідно з класифікацією кліматів Кеппена на території країни існують щонайменше 7 типів клімату, котрі традиційно об'єднують у чотири кліматичні зони: континентального клімату (D), помірного клімату (C), сухого клімату (B) та полярного клімату (E).
Кордони між різними кліматичними регіонами нечіткі й плавно перетікають з одного типу в інший, що зумовлено великою територією країни й переважно рівнинним рельєфом. Через глобальне потепління та його наслідки, клімат України постійно змінюється. Зона континентального клімату покриває більшу частину території України. Вона щороку суттєво зменшується в розмірах, поступаючись своїм місцем помірній та сухій зонам клімату, які поширені лише на півдні країни. Зона полярного клімату трапляється виключно на найвищих вершинах Українських Карпат. Постійні зміни клімату в країні можуть спричинити довготривалі переміни в навколишньому середовищі та спричинити серйозні економічні й соціальні проблеми для населення держави.

## Основні дані

### Класифікація
У статті клімат України визначається виключно за класифікацією Кеппена — Гейгера, найпоширенішою на сьогодні кліматичною класифікацією у світі. Вона ґрунтується на концепції, відповідно до якої найкращою діагностичною ознакою типу клімату є рослини, які ростуть на певній території в природних умовах.
Варто зазначити, що українськими фахівцями ще з радянських часів найчастіше використовується (зокрема, у шкільних підручниках) інша класифікація — за Алісовим, що була розроблена радянським вченим у 1940-х роках та застосовує зовсім інші методики для визначення клімату. Класифікація Алісова не розповсюджена у світовій науці й використовується переважно лише в пострадянських країнах.
Ці дві класифікації, попри певну схожість, не є тотожними та мають суттєві відмінності між собою. Згідно з класифікацією Алісова територія України має лише два типи клімату: помірно континентальний майже на всій території та середземноморський клімат на Південному узбережжі Криму. За Кеппеном клімат України є набагато різноманітнішим, а термінів «помірно континентальний» та «різко континентальний» взагалі не існує.

### Методика визначення
За класифікацією кліматів Кеппена у світі налічується 30 типів клімату, котрі традиційно об'єднуються в п'ять кліматичних зон. Територію України покривають лише 7 типів і чотири кліматичні зони. Кожний з тридцяти типів клімату має коротке позначення, складене з трьох (чи двох) латинських літер: наприклад, Вологий континентальний клімат зі спекотними літом може позначатися лише як Dfa.
У статті задля визначення типу клімату використовуються загальноприйняті в західній кліматології критерії. Вони є майже ідентичними оригінальним критеріям Кеппена, проте мають три зміни, найістотнішою з них є визначення ізотерми між помірною та континентальною зоною як 0 °C.
Основними даними, що застосовуються для визначення клімату місцевості є метеорологічні дані. Вони збираються метеорологічними станціями впродовж багатьох років та містять в собі середню температуру та кількість опадів для кожного місяця. Для точнішого проведення кордонів між кліматичними зонами також можуть використовуватися супутникові дані, що це дозволяє отримати мапи із великою роздільною здатністю.

## Загальна характеристика

Значні відмінності клімату між Західною і Східною Європою спричинені передусім присутністю Атлантичного океану

Україна — держава, що розташована на сході Європи. Достатня віддаль території країни як від Арктики, так і від тропіків зумовлює наявність в ній чотирьох чітко окреслених сезонів: зими, весни, літа та осені.
На характер клімату України впливають багато чинників, однак трьома з них, що мають найбільше значення є:
- Відносна віддаленість країни від океанів.
- Переважно рівнинний характер її території.
- Наявність гірських систем, що сприяють формуванню в прилеглих місцевостях різних мікрокліматів.

Розташування України на значній відстані від океанів зумовлює обмеження впливу на клімат країни океанічних течій, що мають пом'якшувальну дію. З огляду на це у напрямку із заходу на схід клімату України притаманна континентальність, тобто істотна різниця в температурах залежно від пори року, що спричинена нагріванням поверхні землі улітку та її охолодженням узимку.
Рівнинний характер території України також істотно впливає на її клімат. Відсутність з боку півночі і сходу природних бар'єрів (великих водних поверхонь або гірських вершин) сприяє вторгненню і просуванню територією країни різних повітряних мас. Цим фактом пояснюється, наприклад, активність взимку Сибірського антициклону, що приносить в цю пору року на територію країни морозну малохмарну погоду.
У тих місцях, де присутні гірські системи (Карпати і Кримські гори), спостерігається сусідство декількох типів клімату на порівняно невеликій території. У цих місцевостях з підвищенням висоти над рівнем моря помірні температури поступово змінюються на нижчі. Унаслідок цього окремі з гір можуть мати три різних типи клімату: біля підніжжя, в середині та на вершині.

## Континентальний клімат (D)
Континентальний клімат — найпоширеніша кліматична зона на території країни. В Україні представлений трьома типами клімату: Dfa, Dfb і Dfc. Загальна характеристика цієї кліматичної зони для України:
- Наявність принаймні одного місяця на рік, середня температура якого нижче або дорівнює 0 °C.
- Наявність принаймні одного місяця на рік, середня температура якого вище 10 °C.
- Рівномірний розподіл опадів протягом всього року, тобто відсутність сухих або вологих сезонів.

### Вологий континентальний клімат із теплим літом (Dfb)

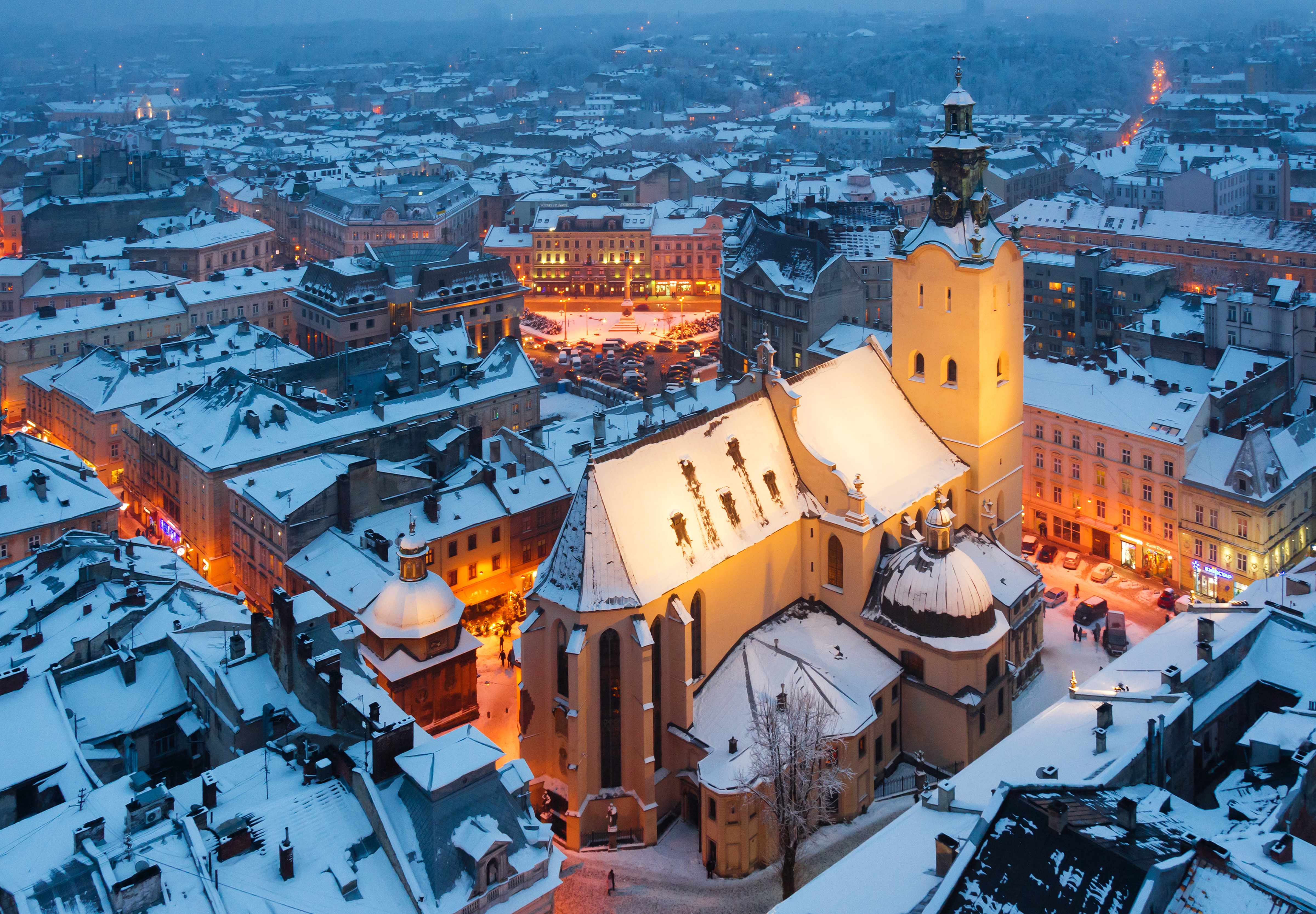
Львів узимку

Щоб клімат місцевості відповідав цьому типові, середня температура її найтеплішого місяця року повинна бути нижче +22 °C. Зими за такого типу клімату є помірно холодними: середні температури січня для Західної України — -3…-5 °C, для Північної — -4…-6 °C. Січень і лютий зазвичай є місяцями з найнижчими температурами протягом року — деколи вони знижуються до -20…-25 °C, а в окремі роки короткостроково до -30 °C. Літо в місцевостях із таким кліматом тепле, не спекотне: середня температура найтеплішого літнього місяця на заході країни — +18…+20 °C, на півночі та на сході — +20…+21 °C). Деколи, однак, можливі короткострокові підвищення температур аж до +35 °C.
Є найрозповсюдженішим типом клімату у Північній, Західній, Східній та на більшій частині Центральної України. Однак починаючи із другої половини XX сторіччя зона поширення цього клімату істотно скорочується, поступаючись своїм місцем теплішим і сухішим типам клімату.
| Кліматограма Києва                                                                                             | Кліматограма Києва | Кліматограма Києва | Кліматограма Києва | Кліматограма Києва | Кліматограма Києва | Кліматограма Києва | Кліматограма Києва | Кліматограма Києва | Кліматограма Києва | Кліматограма Києва | Кліматограма Києва |
| --- | ------------------ | ------------------ | ------------------ | ------------------ | ------------------ | ------------------ | ------------------ | ------------------ | ------------------ | ------------------ | ------------------ |
| С | Л                  | Б                  | К                  | Т                  | Ч                  | Л                  | С                  | В                  | Ж                  | Л                  | Г                  |
| 35 −1 −6 | 39 0 −6            | 37 6 −1            | 46 14 5            | 57 21 11           | 82 24 14           | 72 26 16           | 61 25 15           | 58 19 10           | 40 13 5            | 48 5 0             | 44 0 −5            |
| Середня макс. і мін. температури повітря (°C) Атмосферні опади (мм), за рік : 619 мм. Джерело: Погода и климат |                    |                    |                    |                    |                    |                    |                    |                    |                    |                    |                    |

| Кліматограма Львова                                                                                            | Кліматограма Львова | Кліматограма Львова | Кліматограма Львова | Кліматограма Львова | Кліматограма Львова | Кліматограма Львова | Кліматограма Львова | Кліматограма Львова | Кліматограма Львова | Кліматограма Львова | Кліматограма Львова |
| --- | ------------------- | ------------------- | ------------------- | ------------------- | ------------------- | ------------------- | ------------------- | ------------------- | ------------------- | ------------------- | ------------------- |
| С | Л                   | Б                   | К                   | Т                   | Ч                   | Л                   | С                   | В                   | Ж                   | Л                   | Г                   |
| 40 0 −6 | 44 1 −6             | 45 6 −2             | 53 14 4             | 89 19 8             | 89 22 11            | 96 24 13            | 76 24 13            | 67 18 8             | 51 13 4             | 48 6 0              | 48 1 −5             |
| Середня макс. і мін. температури повітря (°C) Атмосферні опади (мм), за рік : 746 мм. Джерело: Погода и климат |                     |                     |                     |                     |                     |                     |                     |                     |                     |                     |                     |

| Кліматограма Харкова                                                                                           | Кліматограма Харкова | Кліматограма Харкова | Кліматограма Харкова | Кліматограма Харкова | Кліматограма Харкова | Кліматограма Харкова | Кліматограма Харкова | Кліматограма Харкова | Кліматограма Харкова | Кліматограма Харкова | Кліматограма Харкова |
| --- | -------------------- | -------------------- | -------------------- | -------------------- | -------------------- | -------------------- | -------------------- | -------------------- | -------------------- | -------------------- | -------------------- |
| С | Л                    | Б                    | К                    | Т                    | Ч                    | Л                    | С                    | В                    | Ж                    | Л                    | Г                    |
| 36 −2 −7 | 33 −2 −7             | 33 4 −2              | 34 14 5              | 50 21 10             | 61 24 14             | 60 26 16             | 42 26 15             | 47 19 10             | 45 12 4              | 41 4 −2              | 36 −1 −6             |
| Середня макс. і мін. температури повітря (°C) Атмосферні опади (мм), за рік : 518 мм. Джерело: Погода и климат |                      |                      |                      |                      |                      |                      |                      |                      |                      |                      |                      |

### Вологий континентальний клімат зі спекотним літом (Dfa)
Найістотнішою відмінністю цього типу клімату від попереднього є наявність спекотного літа (середня температура щонайменше одного літнього місяця має бути не нижче +22 °C). Зазвичай середні температури найспекотнішого літнього місяця для Східної, Центральної та Південної України — +22…+23 °C, проте останніми роками нерідкі випадки аномально високих температур влітку (аж до +42 °C).
Зими в місцевостях з таким типом клімату можуть мати значні відмінності між собою. На Сході України внаслідок більш вираженої континентальності зими є значно холоднішими за решту території України. Середніми температурами січня для східних областей є -3…-4 °C, а мінімуми в цих місцевостях у деякі роки можуть сягати і -40 °C. З іншого боку, на півдні України через безпосередню близькість моря зими не є такими холодними і в деяких випадках є подібними до субтропічних (середні температури січня для південних областей — 0…-2 °C, середні мінімуми — -2…-5 °C.
Цей тип клімату є широко розповсюдженим в східних та південних областях України. Варто зазначити, що Луганськ, місто, в якому були зафіксовані абсолютний мінімум і абсолютний максимум температури для всієї території України, розташований в поясі цього клімату.
| Кліматограма Луганська                                                                                       | Кліматограма Луганська | Кліматограма Луганська | Кліматограма Луганська | Кліматограма Луганська | Кліматограма Луганська | Кліматограма Луганська | Кліматограма Луганська | Кліматограма Луганська | Кліматограма Луганська | Кліматограма Луганська | Кліматограма Луганська |
| --- | ---------------------- | ---------------------- | ---------------------- | ---------------------- | ---------------------- | ---------------------- | ---------------------- | ---------------------- | ---------------------- | ---------------------- | ---------------------- |
| С | Л                      | Б                      | К                      | Т                      | Ч                      | Л                      | С                      | В                      | Ж                      | Л                      | Г                      |
| 16 −1 −6 | 16 −1 −7               | 23 5 −2                | 15 5                   | 24 21 10               | 27 26 14               | 66 28 16               | 12 28 15               | 21 10                  | 19 13 4                | 19 5 −1                | 19 −1 −5               |
| Середня макс. і мін. температури повітря (°C) Атмосферні опади (мм), за рік : 277 мм. Джерело: Weatheronline |                        |                        |                        |                        |                        |                        |                        |                        |                        |                        |                        |

| Кліматограма Дніпра                                                                                            | Кліматограма Дніпра | Кліматограма Дніпра | Кліматограма Дніпра | Кліматограма Дніпра | Кліматограма Дніпра | Кліматограма Дніпра | Кліматограма Дніпра | Кліматограма Дніпра | Кліматограма Дніпра | Кліматограма Дніпра | Кліматограма Дніпра |
| --- | ------------------- | ------------------- | ------------------- | ------------------- | ------------------- | ------------------- | ------------------- | ------------------- | ------------------- | ------------------- | ------------------- |
| С | Л                   | Б                   | К                   | Т                   | Ч                   | Л                   | С                   | В                   | Ж                   | Л                   | Г                   |
| 45 −1 −7 | 43 0 −7             | 45 6 −2             | 38 15 5             | 44 22 11            | 64 26 15            | 59 28 17            | 43 28 16            | 41 22 11            | 39 14 5             | 46 5 −1             | 45 0 −5             |
| Середня макс. і мін. температури повітря (°C) Атмосферні опади (мм), за рік : 552 мм. Джерело: Погода и климат |                     |                     |                     |                     |                     |                     |                     |                     |                     |                     |                     |

| Кліматограма Херсона                                                                                           | Кліматограма Херсона | Кліматограма Херсона | Кліматограма Херсона | Кліматограма Херсона | Кліматограма Херсона | Кліматограма Херсона | Кліматограма Херсона | Кліматограма Херсона | Кліматограма Херсона | Кліматограма Херсона | Кліматограма Херсона |
| --- | -------------------- | -------------------- | -------------------- | -------------------- | -------------------- | -------------------- | -------------------- | -------------------- | -------------------- | -------------------- | -------------------- |
| С | Л                    | Б                    | К                    | Т                    | Ч                    | Л                    | С                    | В                    | Ж                    | Л                    | Г                    |
| 30 1 −5 | 29 2 −5              | 28 8 −1              | 32 16 5              | 41 22 10             | 57 27 15             | 47 30 17             | 36 29 16             | 45 23 11             | 36 16 6              | 38 8 1               | 35 3 −3              |
| Середня макс. і мін. температури повітря (°C) Атмосферні опади (мм), за рік : 454 мм. Джерело: Погода и климат |                      |                      |                      |                      |                      |                      |                      |                      |                      |                      |                      |

### Субарктичний клімат (Dfc)

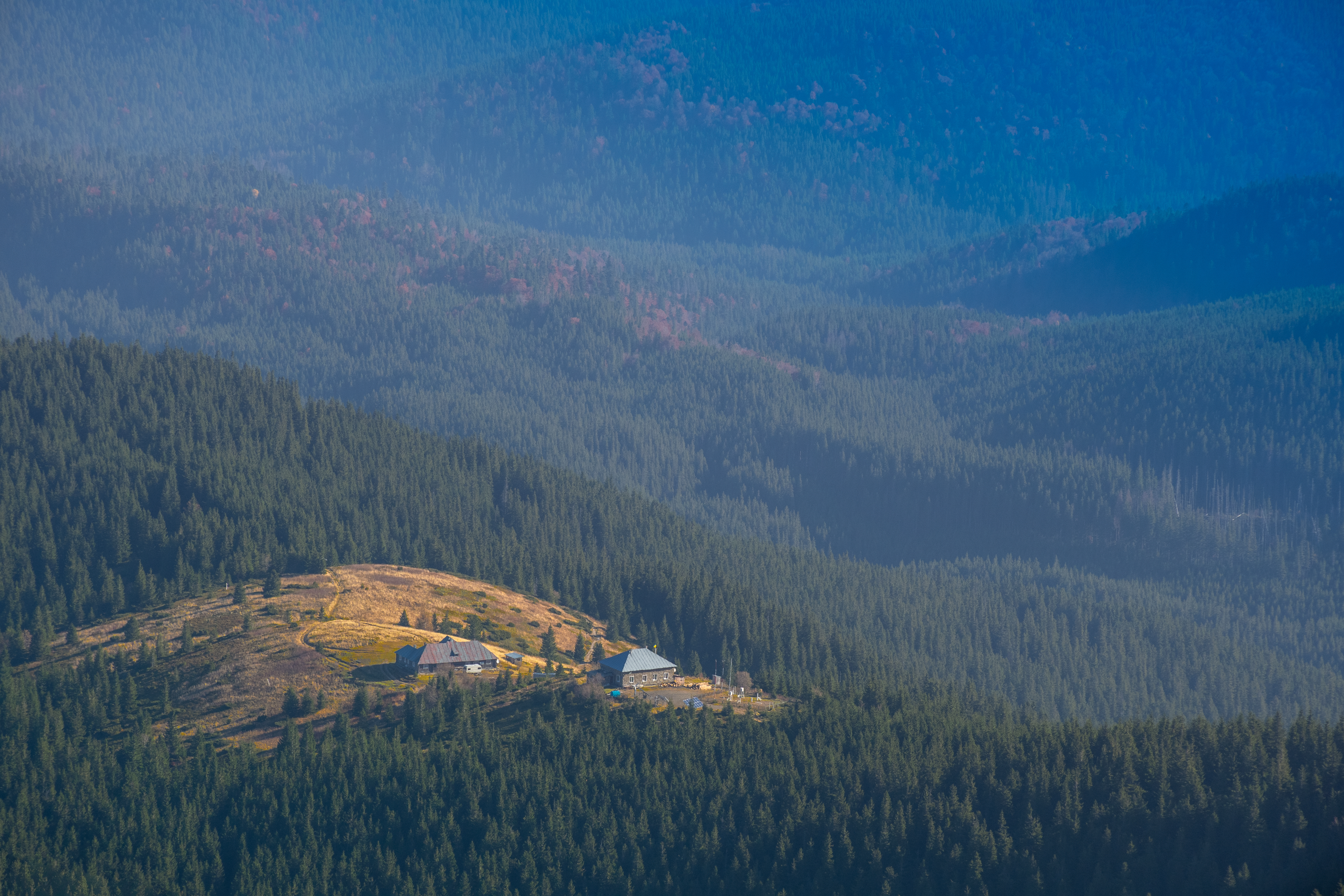
Метеорологічна станція «Пожижевська»

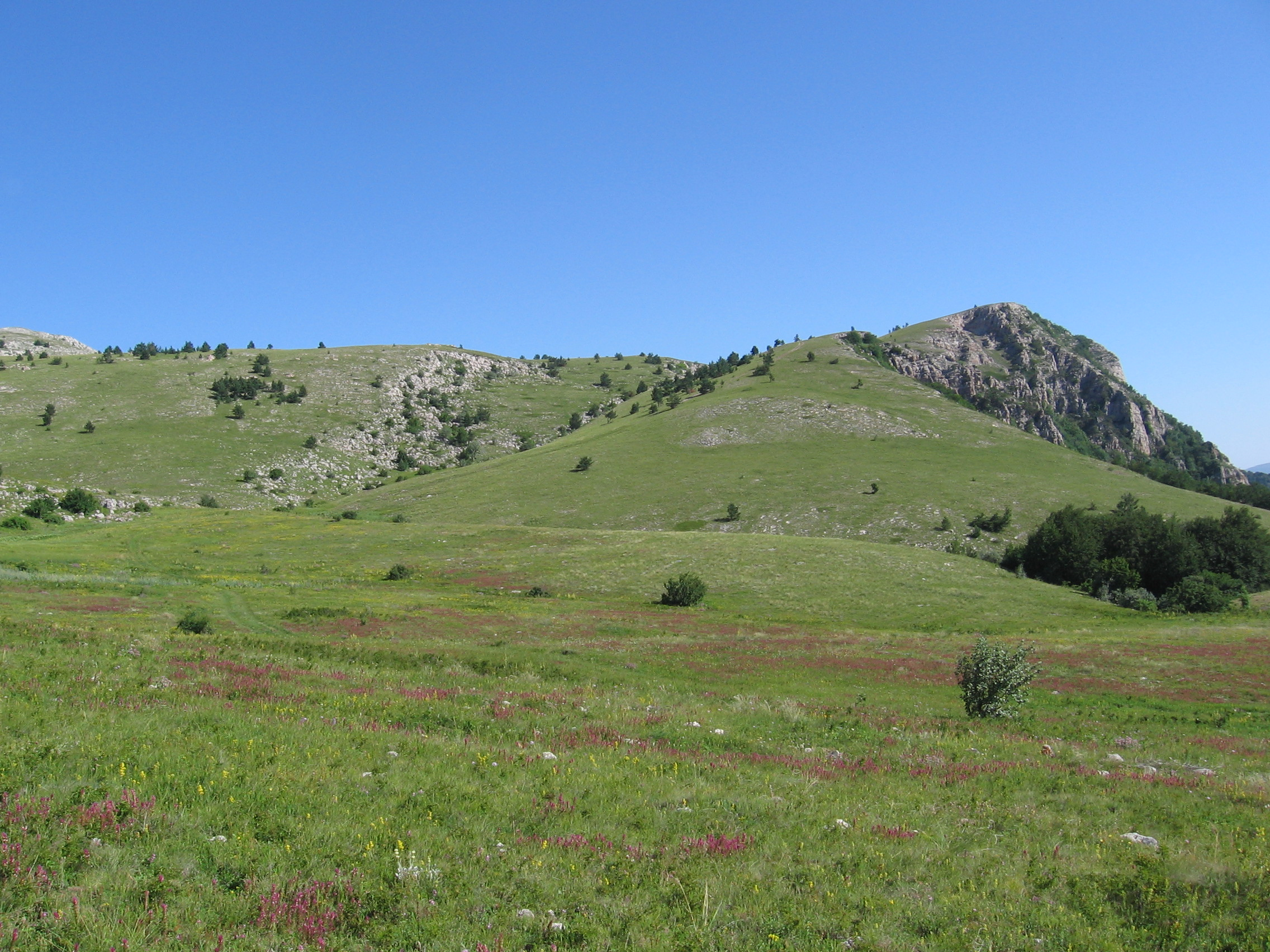
Бабуган-яйла, найвищий масив Кримських гір

Місцевості з таким типом клімату характеризуються наявністю холодної, тривалої зими й коротким неспекотним літом (задля цього не більш як три місяці у році мусять мати середню температуру понад +10 °C).
В Україні такий тип клімату є поширеним головним чином у Карпатах, на висоті 1200—1900 м над рівнем моря. Однак через незначну кількість метеостанцій в Україні, що розташовані на такій висоті, показання, що засвідчують такий тип клімату, наявні тільки для однієї місцевості — гори Пожижевської (висота метеостанції — 1451 м над рівнем моря). Варто враховувати, що чимало з вершин Українських Карпат досягають висоти понад 2000 м над рівнем моря — це надає підстави стверджувати про наявність такого типу клімату на понад ста вершинах, розташованих вище рівня метеостанції «Пожижевська».
Окрім Карпат наявність такого клімату цілком ймовірна в місцях розташування найвищих піків Кримських гір, де ділянки з таким кліматом є часто безлісними і мають специфічну назву — яйла́.
| Клімат метеостанції «Пожижевська» (2006—2019) | Клімат метеостанції «Пожижевська» (2006—2019) | Клімат метеостанції «Пожижевська» (2006—2019) | Клімат метеостанції «Пожижевська» (2006—2019) | Клімат метеостанції «Пожижевська» (2006—2019) | Клімат метеостанції «Пожижевська» (2006—2019) | Клімат метеостанції «Пожижевська» (2006—2019) | Клімат метеостанції «Пожижевська» (2006—2019) | Клімат метеостанції «Пожижевська» (2006—2019) | Клімат метеостанції «Пожижевська» (2006—2019) | Клімат метеостанції «Пожижевська» (2006—2019) | Клімат метеостанції «Пожижевська» (2006—2019) | Клімат метеостанції «Пожижевська» (2006—2019) | Клімат метеостанції «Пожижевська» (2006—2019) |
| Показник                                      | Січ.                                          | Лют.                                          | Бер.                                          | Квіт.                                         | Трав.                                         | Черв.                                         | Лип.                                          | Серп.                                         | Вер.                                          | Жовт.                                         | Лист.                                         | Груд.                                         | Рік                                           |
| Середня температура, °C                       | −6                                            | −4,8                                          | −2,4                                          | 5,6                                           | 8,2                                           | 11,9                                          | 13,5                                          | 14,1                                          | 9,3                                           | 4,8                                           | 1,5                                           | −2,9                                          | 4,2                                           |
| Норма опадів, мм                              | 98                                            | 105                                           | 153                                           | 106                                           | 169                                           | 179                                           | 163                                           | 114                                           | 120                                           | 117                                           | 117                                           | 131                                           | 1571                                          |
| --------------------------------------------- | --------------------------------------------- | --------------------------------------------- | --------------------------------------------- | --------------------------------------------- | --------------------------------------------- | --------------------------------------------- | --------------------------------------------- | --------------------------------------------- | --------------------------------------------- | --------------------------------------------- | --------------------------------------------- | --------------------------------------------- | --------------------------------------------- |
| Джерело: Погода и климат                      |                                               |                                               |                                               |                                               |                                               |                                               |                                               |                                               |                                               |                                               |                                               |                                               |                                               |

## Помірний клімат (C)
Зона помірного клімату в Україні представлена двома (або трьома) типами клімату: Cfa, Cfb (та Csa). Вона поширена на крайньому півдні України, уздовж берегів Чорного й Азовського морів, а також трохи всередині Кримського півострова. Загальна характеристика цієї кліматичної зони для України:
- Наявність щонайменше одного місяця на рік із середньою температурою від +10 °C включно.
- Середня температура найхолоднішого місяця в році має бути вищою за 0 °C.
- Рівномірний розподіл опадів упродовж року і, як наслідок, відсутність сухого і вологого сезонів (за винятком Ялти[21]).

### Вологий субтропічний клімат (Cfa)
Зими за цього типу клімату є м'якими й нетривалими. Сильні морози для них не є характерними та трапляються достатньо рідко (однак в окремі зими можливі короткочасні зниження температур до -22 °C). Літо є сонячним і спекотним (середня температура одного або декількох місяців в році не нижче +22 °C).
Такий клімат є найбільш яскраво вираженим на Південному узбережжі Криму завдяки наявності в цьому регіоні теплих чорноморських течій та присутністю Кримських гір, що перешкоджають руху холодних північних циклонів углиб півострова. Внаслідок цього зими Південного узбережжя Криму є м'якими та вологими (середні температури — +3…+5 °C). Саме тому цей регіон вважається унікальним для України — в ньому може вільно рости і є широко розповсюдженою типова субтропічна флора: різні представники пальм, кипарис вічнозелений, маслина європейська тощо.
| Кліматограма Феодосії                                                                                          | Кліматограма Феодосії | Кліматограма Феодосії | Кліматограма Феодосії | Кліматограма Феодосії | Кліматограма Феодосії | Кліматограма Феодосії | Кліматограма Феодосії | Кліматограма Феодосії | Кліматограма Феодосії | Кліматограма Феодосії | Кліматограма Феодосії |
| --- | --------------------- | --------------------- | --------------------- | --------------------- | --------------------- | --------------------- | --------------------- | --------------------- | --------------------- | --------------------- | --------------------- |
| С | Л                     | Б                     | К                     | Т                     | Ч                     | Л                     | С                     | В                     | Ж                     | Л                     | Г                     |
| 37 5 −1 | 41 5 −1               | 42 9 2                | 37 15 7               | 38 21 12              | 43 26 17              | 31 29 20              | 49 29 20              | 45 23 15              | 38 17 10              | 48 11 5               | 49 7 1                |
| Середня макс. і мін. температури повітря (°C) Атмосферні опади (мм), за рік : 498 мм. Джерело: Погода и климат |                       |                       |                       |                       |                       |                       |                       |                       |                       |                       |                       |

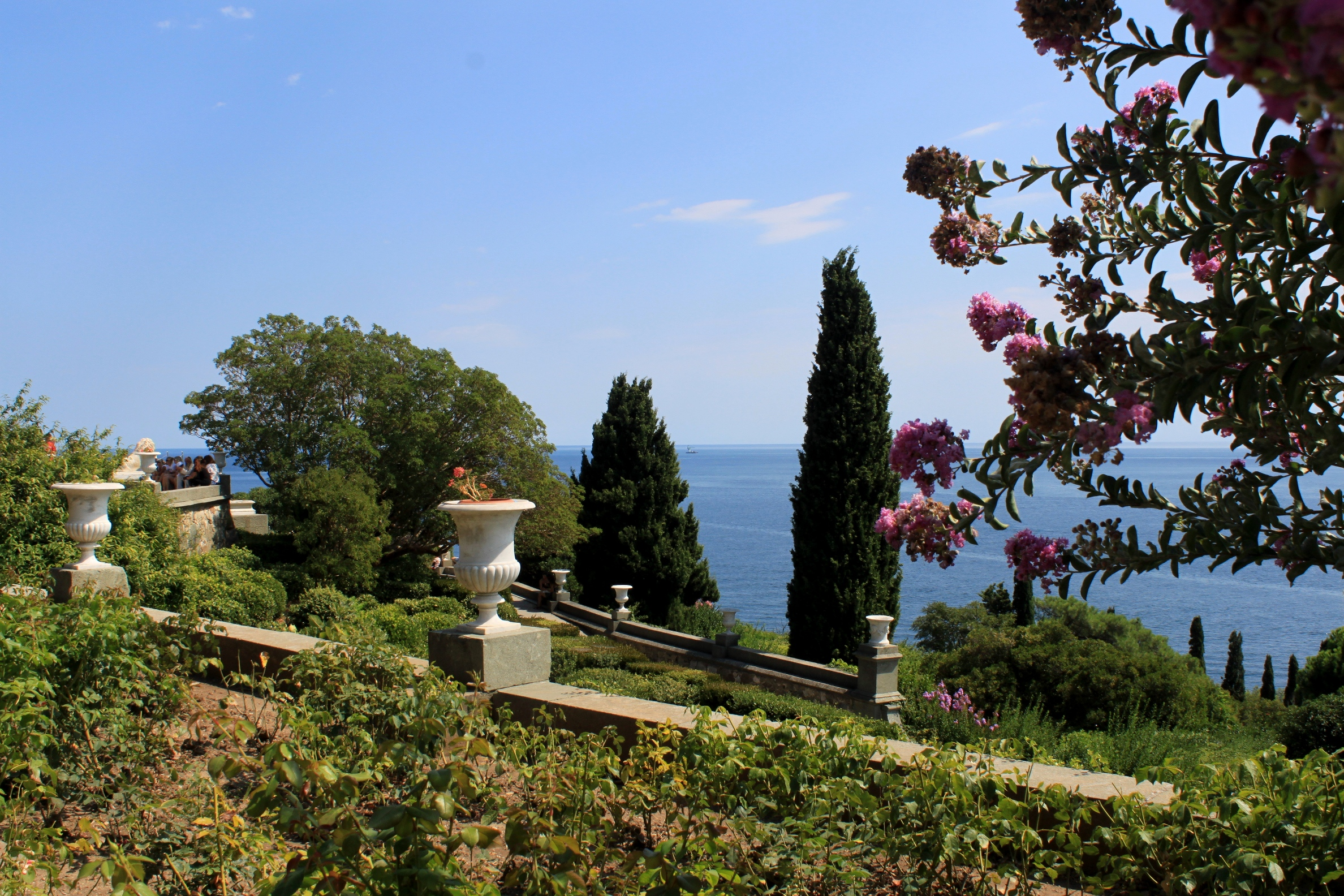
Різноманітні субтропічні рослини на Південному узбережжі Криму. Воронцовський парк, м. Алупка

Однак такий тип клімату спостерігається також і на територіях, що є відкритими для проникнення холодних повітряних мас. Наявність м'яких зим у таких місцевостях як Севастополь, Керч, Вилкове зумовлена їхнім розташуванням поруч із морями, додатна температура поверхні яких чинить пом'якшувальну дію за активності холодних циклонів. Проте варто зазначити, що ріст переважної більшості представників теплолюбної субтропічної флори за таких умов є сильно обмеженим — через це рослинність в таких місцевостях є по суті континентальною.
| Кліматограма Керчі                                                                                             | Кліматограма Керчі | Кліматограма Керчі | Кліматограма Керчі | Кліматограма Керчі | Кліматограма Керчі | Кліматограма Керчі | Кліматограма Керчі | Кліматограма Керчі | Кліматограма Керчі | Кліматограма Керчі | Кліматограма Керчі |
| --- | ------------------ | ------------------ | ------------------ | ------------------ | ------------------ | ------------------ | ------------------ | ------------------ | ------------------ | ------------------ | ------------------ |
| С | Л                  | Б                  | К                  | Т                  | Ч                  | Л                  | С                  | В                  | Ж                  | Л                  | Г                  |
| 33 4 −2 | 32 4 −3            | 34 8 1             | 32 14 6            | 30 20 11           | 56 25 16           | 35 28 19           | 49 28 18           | 37 23 13           | 29 16 8            | 45 10 3            | 43 5 0             |
| Середня макс. і мін. температури повітря (°C) Атмосферні опади (мм), за рік : 455 мм. Джерело: Погода и климат |                    |                    |                    |                    |                    |                    |                    |                    |                    |                    |                    |

### Морський (океанічний) клімат (Cfb)
Цей тип клімату, попри його назву, може траплятися не тільки в місцевостях, що розташовані вздовж берегів морів. Найхарактернішою притаманною йому ознакою є відносно невеликі коливання температури повітря впродовж усього року і, як наслідок, м'яка, не холодна, зима та тепле, не спекотне, літо (середня температура найтеплішого місяця влітку нижче +22 °C). За такого клімату принаймні чотири місяці на рік мусять мати середню температуру понад +10 °C.
В Україні немає метеостанцій, показання яких безумовно відносили б відповідну місцевість до такого типу клімату. Однак про його присутність в Україні можна стверджувати, спираючись на дані, що демонструють наявність в Кримських горах районів, де океанічний клімат є перехідним від вологого субтропічного клімату (Cfa) на Південному березі Криму до континентального клімату (Dfb) гірських вершин.
Містом із кліматом, що є найбільш наближеним до морського, є Сімферополь. Проте воно не відповідає йому у повному обсязі через наявність спекотного літа (середні значення температури липня і серпня — +22,3 і +22 °C відповідно). З огляду на це клімат Сімферополя можна вважати вологим субтропічним (Cfa), наближеним до морського (Cfb).
| Кліматограма Сімферополя                                                                                       | Кліматограма Сімферополя | Кліматограма Сімферополя | Кліматограма Сімферополя | Кліматограма Сімферополя | Кліматограма Сімферополя | Кліматограма Сімферополя | Кліматограма Сімферополя | Кліматограма Сімферополя | Кліматограма Сімферополя | Кліматограма Сімферополя | Кліматограма Сімферополя |
| --- | ------------------------ | ------------------------ | ------------------------ | ------------------------ | ------------------------ | ------------------------ | ------------------------ | ------------------------ | ------------------------ | ------------------------ | ------------------------ |
| С | Л                        | Б                        | К                        | Т                        | Ч                        | Л                        | С                        | В                        | Ж                        | Л                        | Г                        |
| 39 4 −3 | 36 5 −3                  | 38 9 0                   | 34 16 5                  | 35 21 10                 | 58 26 14                 | 45 29 17                 | 52 29 16                 | 42 23 12                 | 42 17 7                  | 49 10 2                  | 45 6 −1                  |
| Середня макс. і мін. температури повітря (°C) Атмосферні опади (мм), за рік : 515 мм. Джерело: Погода и климат |                          |                          |                          |                          |                          |                          |                          |                          |                          |                          |                          |

### Середземноморський клімат зі спекотним літом (Csa)

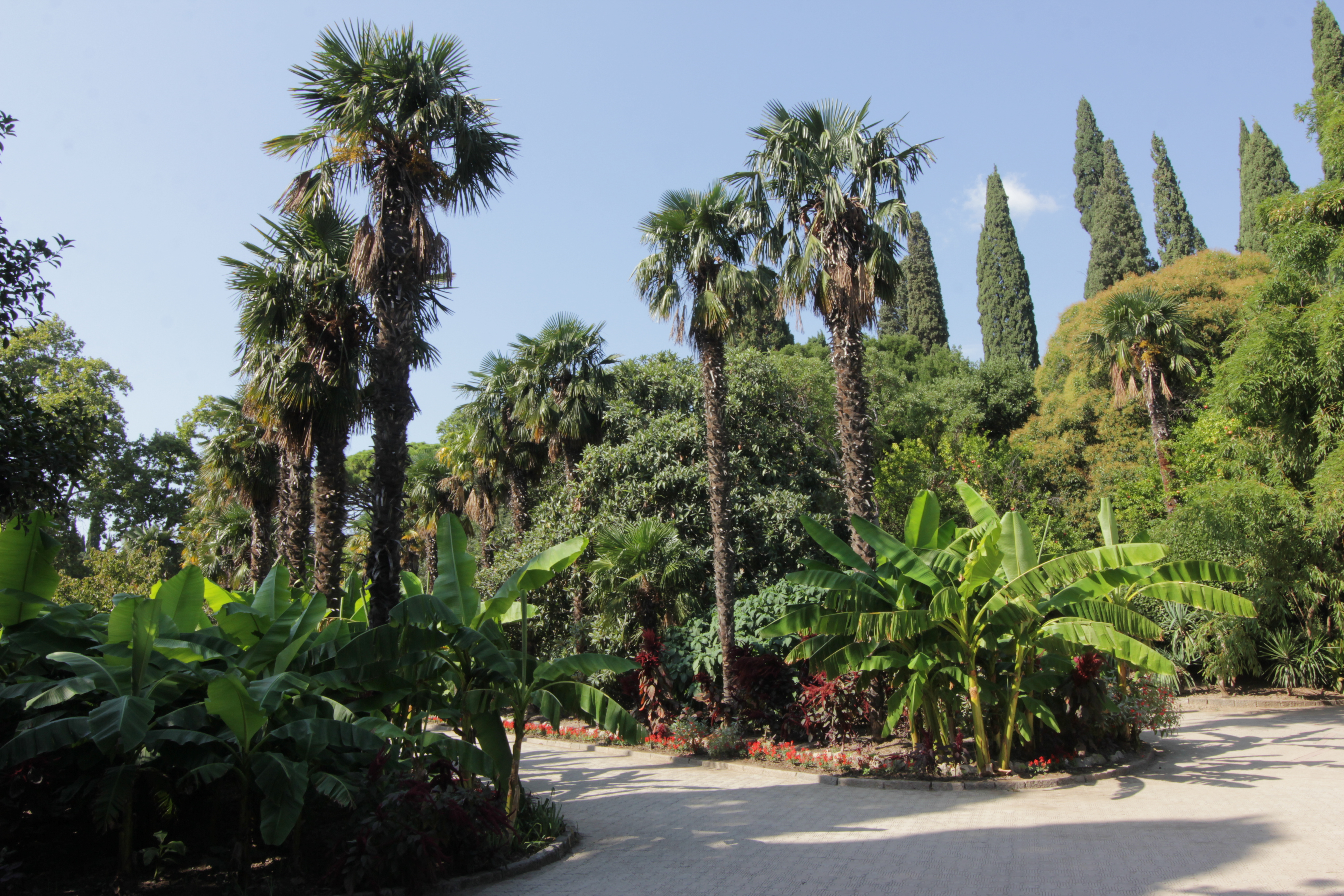
Нікітський ботанічний сад, Ялтинська міська рада, АР Крим

Характеризується тими ж температурними показниками, що і вологий субтропічний клімат (Cfa), проте має істотну особливість: кількість опадів найвологішого зимового місяця більше ніж в тричі перевищує кількість опадів найсухішого літнього місяця (яких впродовж цього місяця випадає менше 40 мм). З огляду на це Середземноморський тип клімату — це насамперед клімат із сухим літнім періодом.
Нині в Україні немає території, що повністю відповідає критеріям такого типу клімату. Втім місцевістю з кліматом, найближчим до середземноморського, вважається Ялта. Її кліматичні умови відповідають всім вищезазначеним критеріям, за винятком співвідношення кількості опадів найвологішого і найсухішого місяців (2,7 замість 3). Зважаючи на це клімат Ялти може характеризуватися як Вологий субтропічний (Cfa), наближений до Середземноморського зі спекотним літом (Csa).
Ялта є одночасно найтеплішим містом України та найбільшим містом Південного узбережжя Криму, що розташоване в зоні 8b згідно із  Класифікацією морозостійкості USDA. Це надає можливості для зростання в цій місцевості найтеплолюбнішої флори в Україні.
| Кліматограма Ялти                                                                                              | Кліматограма Ялти | Кліматограма Ялти | Кліматограма Ялти | Кліматограма Ялти | Кліматограма Ялти | Кліматограма Ялти | Кліматограма Ялти | Кліматограма Ялти | Кліматограма Ялти | Кліматограма Ялти | Кліматограма Ялти |
| --- | ----------------- | ----------------- | ----------------- | ----------------- | ----------------- | ----------------- | ----------------- | ----------------- | ----------------- | ----------------- | ----------------- |
| С | Л                 | Б                 | К                 | Т                 | Ч                 | Л                 | С                 | В                 | Ж                 | Л                 | Г                 |
| 77 7 2 | 60 7 2            | 48 10 4           | 32 14 8           | 36 20 13          | 37 25 17          | 31 28 21          | 46 29 21          | 42 24 16          | 53 18 11          | 62 12 7           | 86 9 4            |
| Середня макс. і мін. температури повітря (°C) Атмосферні опади (мм), за рік : 610 мм. Джерело: Погода и климат |                   |                   |                   |                   |                   |                   |                   |                   |                   |                   |                   |

## Сухий клімат (B)
Основною рисою, що притаманна зоні сухого (аридного) клімату, є переважання явища евапотранспірації над кількістю опадів впродовж року. Для відповідності такому типові клімату середньорічна кількість опадів в місцевості мусить бути меншою за так зване порогове значення, помножене на 10. Порогове значення для місцевості визначають так: середньорічну температуру множать на два і додають або 28 (якщо понад 70 % опадів на рік випадають з квітня по вересень), або 14 (якщо 30 % — 50 % опадів на рік випадають з квітня по вересень).
Зона сухого клімату в Україні наразі представлена лише одним типом — холодним степовим кліматом (Bsk). Згідно з даними, отриманими в результаті дослідження 2017 року, територія цієї кліматичної зони наразі займає панівне становище в південних регіонах України. За прогнозами, отриманими в тому ж дослідженні, через глобальне потепління та спричинені ним зміни, ця кліматична зона стане найпоширенішою в Україні до кінця XXI сторіччя.

### Холодний семіаридний (степовий) клімат (Bsk)

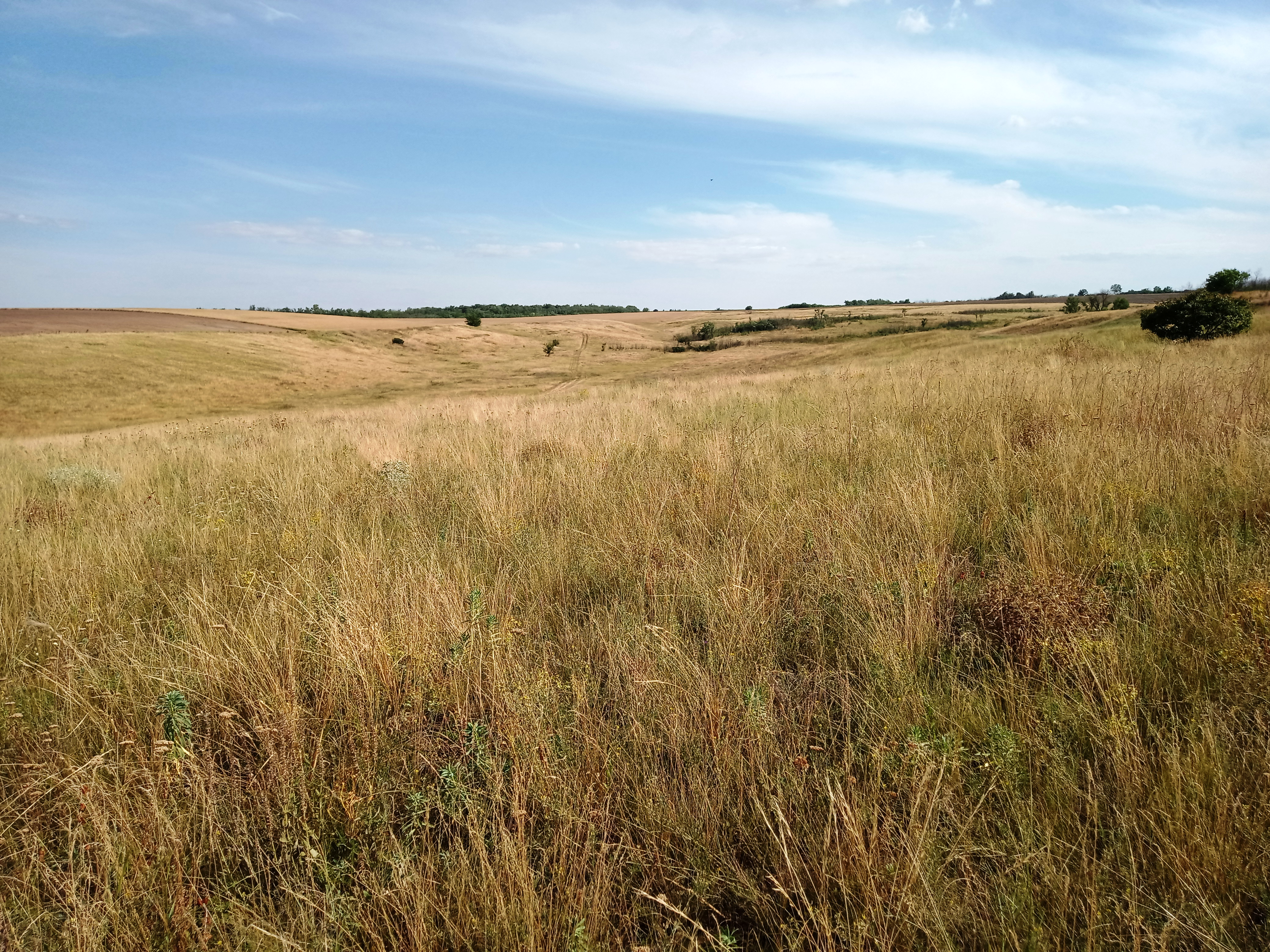
Типовий степовий ландшафт улітку. Пологівський район, Запорізька область

Клімат місцевості вважається семіаридним (чи напівпосушливим), якщо середньорічна кількість опадів в цій місцевості є не меншою за порогове значення (див. вище), помножене на 5. В Україні степовий клімат представлений тільки одним підтипом — холодним: середньорічна температура місцевостей з таким кліматом становить не більше +18 °C. Природна рослинність в таких умовах зазвичай низькоросла і представлена, головним чином, чагарниками та трав'янистими рослинами.
В Україні холодний семіаридний клімат трапляється в степах Північного Причорномор'я. Однак у зв'язку з глобальним потеплінням площа його розповсюдження щороку зазнає суттєвого збільшення. Відповідно до прогнозів до кінця XXI століття холодний степовий клімат стане панівним типом клімату на території України. Найяскравішим зразком місцевості з таким типом клімату є село Хорли Херсонської області, що спричинено передусім вкрай малою кількістю опадів. Також, за деякими даними, такий тип клімату має місто Вилкове, що розташоване в одній з найбільш схильних до спустелювання місцевостей Європи — Дельті Дунаю.
| Клімат с. Хорли (2006—2019) | Клімат с. Хорли (2006—2019) | Клімат с. Хорли (2006—2019) | Клімат с. Хорли (2006—2019) | Клімат с. Хорли (2006—2019) | Клімат с. Хорли (2006—2019) | Клімат с. Хорли (2006—2019) | Клімат с. Хорли (2006—2019) | Клімат с. Хорли (2006—2019) | Клімат с. Хорли (2006—2019) | Клімат с. Хорли (2006—2019) | Клімат с. Хорли (2006—2019) | Клімат с. Хорли (2006—2019) | Клімат с. Хорли (2006—2019) |
| Показник                    | Січ.                        | Лют.                        | Бер.                        | Квіт.                       | Трав.                       | Черв.                       | Лип.                        | Серп.                       | Вер.                        | Жовт.                       | Лист.                       | Груд.                       | Рік                         |
| Середня температура, °C     | −0,9                        | 0,3                         | 5,0                         | 11,0                        | 17,9                        | 23,7                        | 24,8                        | 24,7                        | 18,8                        | 12,0                        | 6,2                         | 2,4                         | 12,1                        |
| Норма опадів, мм            | 32                          | 22                          | 25                          | 21                          | 23                          | 38                          | 32                          | 22                          | 23                          | 34                          | 21                          | 24                          | 301                         |
| --------------------------- | --------------------------- | --------------------------- | --------------------------- | --------------------------- | --------------------------- | --------------------------- | --------------------------- | --------------------------- | --------------------------- | --------------------------- | --------------------------- | --------------------------- | --------------------------- |
| Джерело: Погода и климат    |                             |                             |                             |                             |                             |                             |                             |                             |                             |                             |                             |                             |                             |

## Полярний клімат (E)
Задля того, щоб клімат місцевості вважався полярним, середня температура найтеплішого місяця в ній не повинна перевищувати +10 °C. В Україні зона полярного клімату зустрічається лише на обмежених ділянках Карпат і представлена тільки одним типом — кліматом гірської тундри.

### Клімат тундри (ET)

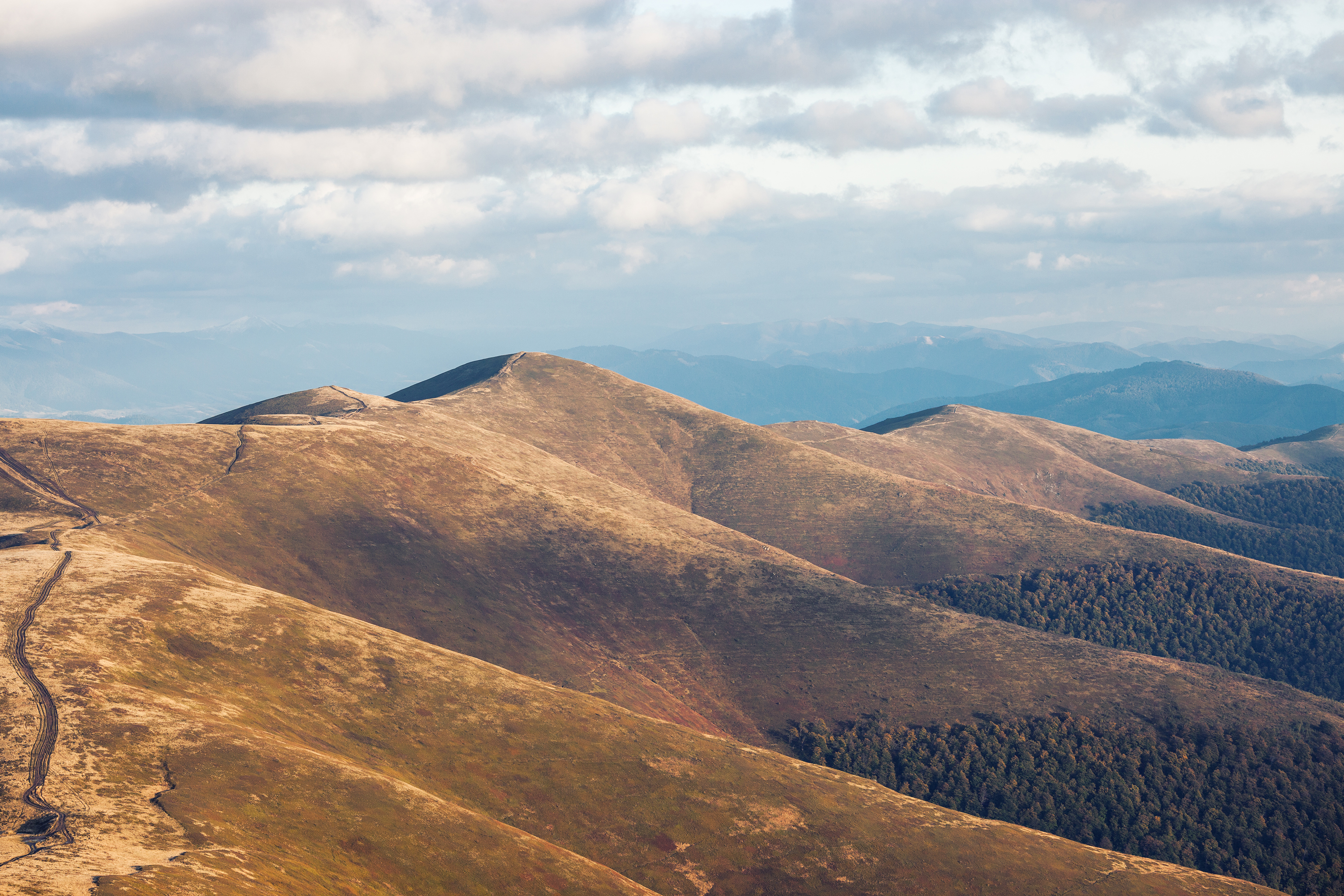
Безлісні ділянки Полонини Боржава

Класифікація кліматів Кеппена не відокремлює клімат гірської тундри в окрему категорію і включає її разом з арктичною в одну загальну групу — клімат тундри. Відмінною рисою клімату тундри від іншого типу цієї кліматичної зони, багаторічної мерзлоти (EF), є наявність щонайменше одного місяця на рік із середньою температурою понад 0 °C. Через низькі температури впродовж усього року і довгу тривалість зими можливість росту дерев за такого типі клімату є значно обмеженою.
В Україні не існує метеостанцій, спираючись на показання яких клімат місцевості може бути класифікований як тундровий. Водночас, згідно з іншими даними, такий тип клімату є присутнім на найвищих вершинах Карпатських гір (Говерла, Бребенескул, Піп Іван Чорногірський). У цих місцевостях ділянки з таким типом клімату утворюють так звані полони́ни, а їхня рослинність, подібна до альпійських луків, використовуються як пасовиська та для сінокосу.

## Зміна клімату
| Холодний пустельний клімат (BWk) Холодний степовий клімат (Bsk) Середземноморський клімат зі спекотним літом (Csa) Середземноморський клімат з теплим літом (Csb) Вологий субтропічний клімат (Cfa) Морський клімат (Cfb) Континентальний клімат з сухим та спекотним літом (Dsa) Континентальний клімат з сухим та теплим літом (Dsb) Вологий континентальний клімат зі спекотним літом (Dfa) Вологий континентальний клімат із теплим літом (Dfb) |

Кліматична мапа України (2071—2100, прогноз)

Глобальне потепління та спричинені ним ефекти справляють істотний вплив на клімат України. В окремих аспектах цього явища, таких як підвищення середньорічної температури, клімат України змінюється ще більшими темпами, аніж середньосвітовий: за оцінками дослідників, за останні 100 років середня температура в Україні підвищилася в середньому на 1,4 °C, а середня температура на планеті за той же період — лише на 1 °C.
Також варто зазначити нерівномірність кліматичних змін залежно від географічного положення місцевості та пори року. Найбільші темпи підвищення середньорічної температури спостерігаються на півночі України (на 1,6 °C за останні 30 років), а найменші — на Закарпатті (0,9 °C за той же період). Зима є більш схильною до зміни клімату ніж літо та стає більш сухою та теплою. Ці явища пояснюються багатьма факторами, але провідну роль відіграє процес зниження активності Сибірського антициклону, що розпочався наприкінці XX століття — визначального чинника, що формує погоду України взимку.
За прогнозами фахівців вже наприкінці XXI століття карта кліматичних регіонів України матиме інакший вигляд, ніж сьогодні: традиційні типи клімату будуть витіснені теплішими й сухішими.
Зона континентального клімату (D) перестане бути найпоширенішою на території України — вона істотно зменшиться і буде поширеною лише на півночі країни та в Карпатах. Місце найрозповсюдженішої кліматичної зони займе суха (B), яка значно розшириться і займе переважну частину Центральної, Східної та Південної України. На зону помірного клімату (C) також очікують істотні зміни: вона буде панівною на заході країни і зникне на Південному узбережжі Криму, де нові типи клімату матимуть середземноморський тип розподілу опадів — вологу зиму та сухе літо. Клімат Карпатських гір стане набагато теплішим, що призведе до повного зникнення на території України зони Полярного клімату (E).
Наслідки вищезазначених змін можуть призвести до підвищення частоти стихійних лих, до серйозних економічних, соціальних та інших проблем для населення країни. У дуже уразливому становищі перебувають південні регіони України. Станом на 2020 рік в них помітне істотне збільшення кількості посух і суховіїв, а для окремих частин Північного Причорномор'я присутня загроза опустелювання, що перешкоджатиме веденню сільськогосподарської діяльності. Пересихання водойм суттєво обмежить доступ населення до прісної води. В Західній Україні збільшення кількості опадів стане причиною зростання числа повеней, зокрема і катастрофічних. А процес підвищення рівня води в світовому океані, викликаний таненням льодовиків, може спричинити затоплення прибережних зон та поселень, розташованих нижче рівня моря.
Зміна кліматичних умов також сприятиме появі багатьох нових для України видів тварин. Відкриваючи для себе нові території та розширюючи свій ареал, вони здатні витісняти традиційних представників фауни зі звичних для себе територій. За останні 25 років Україна стала звичним місцем проживання шакала звичайного, а починаючи з 2011 року, територію країни стали відвідувати фламінго.
Чимало місцевостей в Україні протягом не більше ста років можуть змінити декілька типів клімату та дві або навіть три кліматичні зони, прикладом чого є зміни клімату Одеси: наприкінці XX століття клімат міста був класифікований як вологий континентальний із теплим літом (Dfb), наразі є вологим континентальним зі спекотним літом (Dfa), а у майбутньому з високою ймовірністю стане вологим субтропічним (Cfa) чи холодним семіаридним (Bsk).
Науковці з Київського національного університету імені Тараса Шевченка опублікували результати масштабного дослідження, яке аналізує зміни посушливості клімату України за останні шість десятиліть. Робота під назвою «Комплексна оцінка посушливості клімату України» підготовлена кандидатом географічних наук, доцентом кафедри метеорології та кліматології Василем Затулою. Стаття з’явилася в журналі «Вісник Харківського національного університету імені В. Н. Каразіна» у лютому 2025 року, але базується на даних, зібраних до 2020 року. Дослідження стало важливим кроком у розумінні впливу кліматичних змін на регіональному рівні та їхніх наслідків для аграрного сектору.

## Загальна таблиця
| Зона               | Тип клімату                                             | Місцевість                                       |
| ------------------ | ------------------------------------------------------- | ------------------------------------------------ |
| Суха (B)           | Холодний степовий клімат (Bsk)                          | Степова зона України, Миколаїв, Херсон           |
| Помірна (C)        | Вологий субтропічний клімат (Cfa)                       | Південне узбережжя Криму (Севастополь, Феодосія) |
| Помірна (C)        | Морський клімат (Cfb)                                   | Кримські гори, Сімферополь (набл.)               |
| Помірна (C)        | Середземноморський клімат зі спекотним літом (Csa)      | Ялта (набл.)                                     |
| Континентальна (D) | Вологий континентальний клімат зі спекотним літом (Dfa) | Дніпро, Луганськ                                 |
| Континентальна (D) | Вологий континентальний клімат із теплим літом (Dfb)    | Київ, Львів                                      |
| Континентальна (D) | Субарктичний клімат (Dfc)                               | Більша частина Карпат (гора Пожижевська)         |
| Полярна (E)        | Клімат тундри (ET)                                      | Альпійський пояс Карпат (вершина гори Говерли)   |

## Зауваги
1. ↑  У цій статті йдеться про територію України у кордонах, що визначені у Конституції України та є визнаними світовою спільнотою
2. ↑  Єдиною кліматичною зоною, що не представлена на території України, є тропічна (A).
3. ↑  За своєю суттю, вона є генетичною, на відміну від класифікації Кеппена, що є емпіричною [8][9]
4. ↑  За оригінальними критеріями Кеппена, ця ізотерма — -3 °C
5. ↑  Метеостанціями також збираються й інші дані: швидкість вітру, відносну вологість, кількість сонячної радіації тощо, проте ці дані класифікація Кеппена не враховує
6. ↑  Літера f у цьому випадку позначає відсутність сухого чи волого сезонів, а літери a, b чи c — спекотне, тепле чи холодне літо відповідно
7. ↑  Літера f у цьому випадку позначає відсутність сухого чи волого сезонів, літера s — сухе літо, а літери a та b — спекотне та тепле літо відповідно
8. ↑  за іншими даними, місто має тип клімату Bsk[25]
9. ↑  Відповідно до класифікації кліматів Кеппена при визначенні клімату місцевості, зоні аридного клімату надається пріоритет над іншими кліматичними зонами
10. ↑  Літера s у цьому випадку позначає степ, а літера k — холодний підтип
11. ↑  Дані з червня по листопад 2015 року відсутні